# Scarface-bende
De Scarface-bende is een groep criminelen, die vanaf begin 2011 de aandacht heeft getrokken van de Belgische politie. In dat jaar wisselde in samenstelling van twee tot zes mannen en soms een vrouw. De naam, die zijn oorsprong in België heeft en vervolgens ook in Nederland ingang heeft gevonden, verwijst naar de film Scarface, waarin Al Pacino de gewelddadige drugsdealer Tony Montana speelt. De Scarface-bende dankt zijn naam aan het feit dat een van de bendeleden op bewakingsbeelden van een tankstation te zien was, verkleed als Tony Montana. Vermoedelijk is een groot deel van de bende in 2011 opgerold. In 2017 en 2021 kwam de naam Scarface-bende opnieuw in de publiciteit na criminele daden.

## Geschiedenis
De bende is in elk geval sinds begin 2011 actief in België. De groep stal een exclusieve BMW M5 en overviel daarna juweliers, een hotel en tankstations. Daarbij werd aanvankelijk nog slechts gedreigd met een vuurwapen.
In april 2011 sloeg de bende ook in Nederland toe. In Rotterdam werd een deur van een waardetransportbedrijf opgeblazen en op medewerkers van het bedrijf werd geschoten. Daarbij raakten twee medewerkers gewond.

## Overval in Amsterdam
Volgens de politie overviel de groep in de nacht van 28 op 29 juni 2011 het geldtransportbedrijf Brink's in Amsterdam. Bij de actie werd de politie zelfs opgewacht en onder vuur genomen met automatische wapens. De overvallers sloegen vervolgens in twee stationwagens op de vlucht. Na een woeste en langdurige achtervolging op de A2, waarbij een van de stationwagens verongelukte, en de criminelen een toevallig passerende auto kaapten, wisten zij in de buurt van Eindhoven aan de politie te ontkomen. Enkele weken na de overval werden op de plek van het ongeluk een kaarsje en bloemen gevonden. Dit doet de politie vermoeden dat een van de overvallers waarschijnlijk aan de gevolgen van het ongeluk of aan politieschoten is overleden.
Later bleek de bende voorafgaand aan de overval voor het gebouw van het Korps landelijke politiediensten obstakels te hebben geplaatst, waardoor agenten niet ogenblikkelijk naar de plaats van het misdrijf konden rijden. Tevens vermoedt de politie dat de daders speciaal gewacht hadden op een dag als 29 juni. Wegens het slechte weer kon de politiehelikopter namelijk niet opstijgen.

## Overval in Rotterdam
Bij de overval in Rotterdam op waardetransportbedrijf SecurCash werd gericht geschoten op medewerkers. Twee personen raakten daarbij ernstig gewond.

## Opsporing en arrestaties
De politie startte een groot onderzoek. De korpsen van Amsterdam en Rotterdam werkten samen om de Scarface-bende op te pakken. In december 2011 werd gemeld dat de bende op sterven na dood zou zijn. Vier leden waren opgepakt, twee gevlucht naar Marokko en van de ander persoon is het onbekend waar deze naartoe is.
In een grootschalig onderzoek naar vriend-in-noodfraude wist de Regionale Eenheid Noord-Nederland met behulp van informant Emran A. op 21 januari 2021 de verblijfplaats van twee leden van de bende te achterhalen. Bij de inval zijn onder andere versleutelde telefoons, vuurwapens, drugs en grote hoeveelheden contant geld aangetroffen. De leden zelf zijn door de politie ingerekend en wachten hun proces-verbaal af.

## Lijst met overvallen
Lijstje van overvallen, mogelijk gepleegd door de Scarface-bende.
| Datum            | Overval                        | Overval   | Overval   | Buit                                                                   |
| Datum            | Locatie                        | Plaats    | Land      | Buit                                                                   |
| ---------------- | ------------------------------ | --------- | --------- | ---------------------------------------------------------------------- |
| 19 februari 2011 | Tankstation                    | Waver     | België    | Klein bedrag uit kassa.                                                |
| 22 februari 2011 | Juwelier                       | Lede      | België    | € 0,-                                                                  |
| 28 februari 2011 | Postkantoor                    | Walhain   | België    | € 0,-                                                                  |
| 13 maart 2011    | Hotel                          | Machelen  | België    | Klein bedrag uit kassa.                                                |
| 16 maart 2011    | Juwelier                       | Waver     | België    | Enkele sieraden.                                                       |
| 4 april 2011     | Geldtransportbedrijf SecurCash | Rotterdam | Nederland | Enkele miljoenen.                                                      |
| 12 april 2011    | Geldtransportbedrijf Loomis    | Valence   | Frankrijk | € 2.000.000,-                                                          |
| 18 april 2011    | Distributiecentrum Delhaize    | Zellik    | België    | 150.000 kortingsbonnen ter waarde van € 750.000,-                      |
| 29 juni 2011     | Geldtransportbedrijf Brink's   | Amsterdam | Nederland | € 12.000.000,-                                                         |
| 25 oktober 2017  | Deliplein, Korrewegwijk        | Groningen | Nederland | Verschillende soorten drugs met een geschatte waarde van € 1.600.000,- |